# Onasis Wendker
 (janvier 2024).
Onasis Wendker est artiste musiciens Burkinabè pluridisciplinaire, qui fusionne genres Reggae, Afro-beat et explore les sonorités africaines et jamaïcaines, et s'intéresse à la musique traditionnelle, au RAP, Reggae et l'afrobeat.

## Biographie

### Enfance, études et débuts
Onasis Wendker alias Wendyalgo Onasis Kere nait et grandit à Ouagadougou au Burkina Faso. Il est originaire de Loango dans la province du Boulgou au centre Est du Burkina Faso. Il est passionné de la musique depuis tous petit.

## Discographie

### Album
- 2011: Boyi dosse [3]
- 2014: La graine de l'espoir
- 2017: Enfant de la terre
- 2021: Les chants de la lutte [4]

## Prix et distinction
- 2014 : Marleys de la revelations [5]